# سنجاب روباهی
سنجاب روباهی، سنجاب روباهی شرقی یا سنجاب روباهی برایانت (نام علمی: Sciurus niger) نام یک گونه از سرده سنجاب است.